# Ukrajinka (hromada Kobłewe)
Ukrajinka (ukr. Українка) – wieś na Ukrainie, w obwodzie mikołajowskim, w rejonie mikołajowskim, w hromadzie Kobłewe. W 2001 liczyła 715 mieszkańców.